# Vatra Moldoviței
Vatra Moldoviței es una comuna ubicada en el distrito de Suceava, Rumania.

## Superficie
Posee una superficie de 176,2 kilómetros cuadrados.

## Demografía
Hasta 2021 la población era de 3779 habitantes, con una densidad de población de 21,45 habitantes por kilómetro cuadrado.